# Chiesa di San Remigio (Onsernone)
La chiesa parrocchiale di San Remigio è un edificio religioso situato a Loco, frazione di Onsernone in Canton Ticino.

## Storia
La costruzione viene citata per la prima volta in documenti storici del 1228. Nel 1660 viene allungata e viene anche costruito un coro quadrangolare. Alla fine del XVIII secolo viene realizzata la facciata visibile attualmente. Il campanile è del 1546.

## Descrizione
La chiesa si presenta con una pianta ad unica navata sovrastata da una volta a botte lunettata. La decorazione pittorica interna è stata realizzata nel 1902 da Giovanni Samuele Meletta. All'interno della chiesa spicca un antico Crocifisso. 
Al 1588 risale un calice d'argento ivi conservato, donazione da parte di una famiglia di cappellai emigrati a Lucca.